# Радунь (Поморське воєводство)
Радунь (пол. Raduń) — село в Польщі, у гміні Дземяни Косьцерського повіту Поморського воєводства.
Населення — 402 особи (2011).
У 1975-1998 роках село належало до Гданського воєводства.

## Демографія
Демографічна структура станом на 31 березня 2011 року:
|          | Загалом | Допрацездатний вік | Працездатний вік | Постпрацездатний вік |
| -------- | ------- | ------------------ | ---------------- | -------------------- |
| Чоловіки | 194     | 44                 | 134              | 16                   |
| Жінки    | 208     | 56                 | 116              | 36                   |
| Разом    | 402     | 100                | 250              | 52                   |